# Kameanske, Krîvîi Rih
Kameanske (în ucraineană Кам`янське) este un sat în comuna Zlatoustivka din raionul Krîvîi Rih, regiunea Dnipropetrovsk, Ucraina.

## Demografie
Componența lingvistică a localității Kameanske
     Ucraineană (90,91%)
     Rusă (9,09%)
Conform recensământului din 2001, majoritatea populației localității Kameanske era vorbitoare de ucraineană (90,91%), existând în minoritate și vorbitori de rusă (9,09%).